# Cajamarca (stad)
 Cajamarca is een stad en de hoofdstad van de gelijknamige provincie, in de gelijknamige regio van Peru. De naam Cajamarca komt van het Quechua-woord Kashamarka, „land van doornen” of van Qasamarka, „koud land”. De stad ligt op 2720 m hoogte. Het equatoriale klimaat is mild, droog en zonnig. De maximumtemperaturen liggen rond 22 °C en de minimumtemperaturen rond 5 °C. Cajamarca staat bekend om zijn kerkgebouwen, hete bronnen en incabaden.

## Geschiedenis
Cajamarca is een eeuwenoude Incastad. Op 16 november 1532 vond hier op het plein de slag bij Cajamarca plaats, waarin de Spaanse veroveraar Francisco Pizarro de Incavorst Atahualpa gevangennam, het grootste deel van diens gevolg wreed liet doden en ten slotte ook hemzelf liet executeren.
In 1986 erkende de Organisatie van Amerikaanse Staten Cajamarca als behorend tot het historische en culturele erfgoed van het Amerikaanse continent. Inmiddels staat Cajamarca ook op de lijst van de UNESCO voor een mogelijke nominatie als werelderfgoed.

## Economie

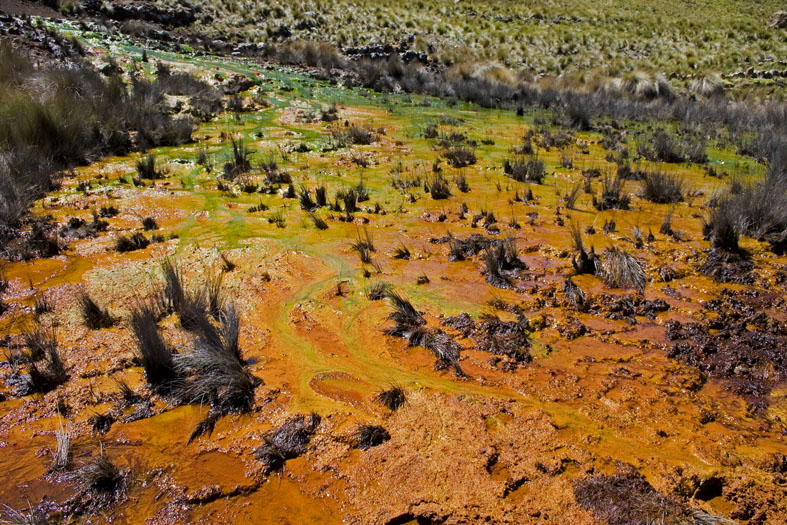
Opnieuw aangeplant gebied bij Maqui in de goudmijn Yanacocha.

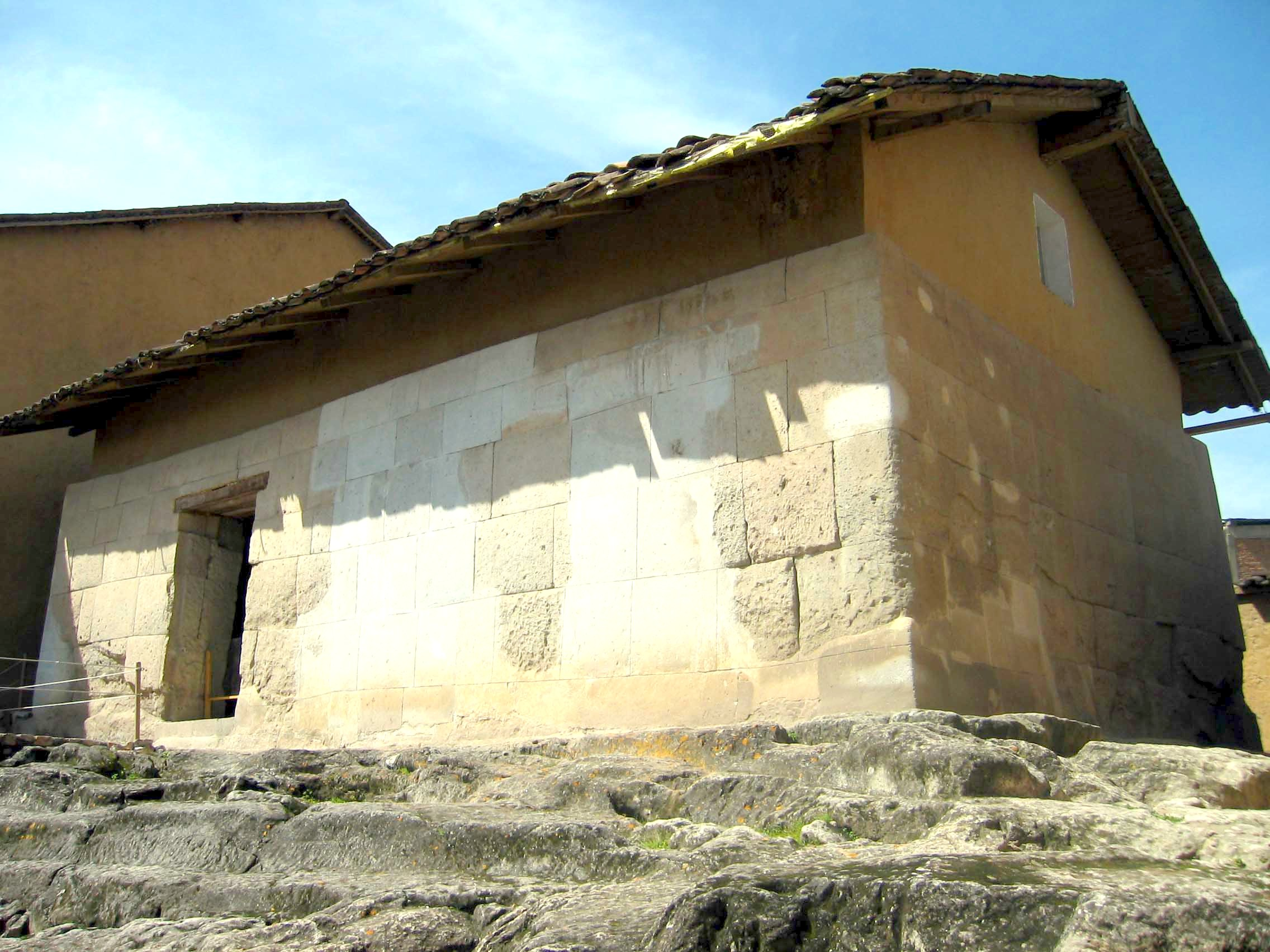
'Losgeldruimte' van Atahualpa. Werd volgens de verhalen eenmaal met goud en tweemaal met zilver gevuld.

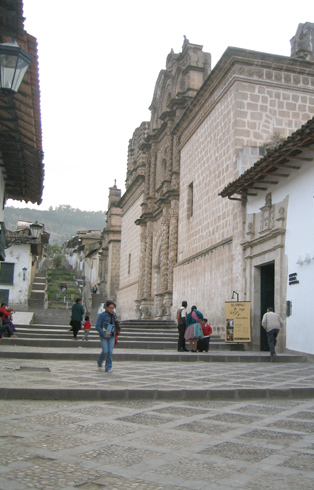
Straat in Cajamarca

Cajamarca heeft een zeer vruchtbare bodem en is vooral bekend om zijn melk- en kaasproducten. Een van de bekendste melkproducten, dat in het hele land wordt verkocht, is Manjar blanco.
In de omgeving bevinden zich ook verschillende mijnen, waaronder de meest winstgevende goudmijn ter wereld, Yanacocha, die eigendom is van Newmont Mining Co. (VS) en Buenaventura (Peru). Vanwege de in mijnbouw gebruikte chemicaliën treden in de regio steeds meer gevallen van leukemie op. Behalve tot water- en bodemschaarste leiden de activiteiten van de Yanacochamijn op lange termijn ook tot bodem- en waterverontreiniging. Het grootste probleem bij de goudwinning is, naast de natriumcyanide (NaCN), de afzetting van zware metalen in de bodem, die nog eeuwenlang schade kan veroorzaken.

## Toerisme
Er staan veel kerken in Cajamarca, waarvan vooral de kathedraal, de Sint Franciscuskerk en de iglesia recoleta genoemd moeten worden. Een bijzonderheid van alle kerken in Cajamarca is dat hun torens nooit volledig zijn afgewerkt. Dat komt doordat het vice-koninkrijk Peru jaarlijks slechts een bepaald bedrag voor niet-afgebouwde kerken ter beschikking stelde.
Veel huizen in koloniale stijl zijn gebouwd van kunstig gehouwen steen. De architectuur is beroemd door zijn barokstijl, die men nergens anders in Peru tegenkomt.

### De kathedraal
Deze kerk werd in de 17e eeuw gebouwd en aan de heilige Catharina van Alexandrië gewijd. De gevel bestaat uit vulkanisch gesteente. Hij heeft vijf klokken, die over verschillende torens zijn verspreid. Binnen vindt men beelden van de heilige Rosa van Lima, San Martín de Porres en de Virgen del Carmen.

### Cerro Santa Apolonia
De Apoloniaheuvel is een natuurlijk uitkijkpunt, waarvandaan men de gehele stad kan overzien. Er is een kleine kapel, die gewijd is aan de Virgen de Fátima. Vanaf het plein moet men 300 stenen treden omhoog klimmen. Op de heuvel bevindt zich ook la silla del Inca, de stenen zetel waarop destijds de grote Inca Atahualpa gezeten zou hebben.

### Cuarto del Rescate
De 'kamer van het losgeld' is het enige zichtbare restant van het Incarijk. De gegijzelde Inca keizer Atahualpa was gevangen gezet in de hoofdtempel van Cajamarca. De Inca’s vulden mogelijk deze ruimte binnen twee maanden tweemaal met zilver en eenmaal met goud, om de Inca Atahualpa los te kopen. De Spanjaarden hebben zich echter niet aan hun belofte gehouden en doodden Atahualpa wegens broedermoord, hetgeen de ondergang van het Incarijk betekende.

### Plaza de Armas
Het hoofdplein van Cajamarca is de plaats waar de ondergang van het Incarijk begon, toen Atahualpa gevangenomen werd. Dit plein in Cajamarca is een van de grootste pleinen in heel peru. Het monument in het midden stamt uit de 18e eeuw.

### Baños del Inca
De baden van de Inca zijn thermaalbaden, circa 7 km ten oosten van Cajamarca. Daar zou Atahualpa zich hebben bevonden toen de Spanjaarden Cajamarca binnenvielen. Tegenwoordig kan men het oorspronkelijke thermaalbad, dat reeds door Atahualpa werd gebruikt, bezichtigen en van de moderne thermaalbaden gebruikmaken.

### Bethlehemkerk
De Iglesia de Belén (Kerk van Bethlehem) is de oudste en mooiste barokkerk van Cajamarca, en wellicht zelfs van heel Peru. Hij werd in de 17e eeuw gebouwd en tot aan hun verbanning door de Jezuïeten beheerd. Daarna zetten de Bethlehemzusters het werk voort. Tot in de jaren 1940 bevond zich in een nevenruimte het regionale ziekenhuis. Tegenwoordig is hier een medisch museum gevestigd, dat ook veel door het nationale cultuurtinstituut (INC) beschikbaar gestelde plaatselijke archeologische vondsten tentoonstelt.

### Iglesia La Recoleta
Dit ordehuis bestaat uit de kerk en het voormalige Franciskanerconvent. Het verschilt van de andere kerken door elegante en zeer fijne beeldhouwwerken op de gevel. Het convent werd tegen het einde van de 17e eeuw opgericht.

### Iglesia San Francisco
Deze kerk staat aan het Plaza van Cajamarca en maakt deel uit van het Sint Franciscus-convent, die geheel uit vulkanisch gesteente bestaat. Hij werd in de 17e eeuw opgeleverd en diende uitsluitend voor missiedoeleinden.

### Kunturhuasi
Kunturhuasi is een tempelcomplex in de buurt van Cajamarca, dat als de culturele wieg van de regio geldt.

## Bestuurlijke indeling
Deze stad (ciudad) bestaat uit twee districten:
- Cajamarca (hoofdplaats van de provincie)

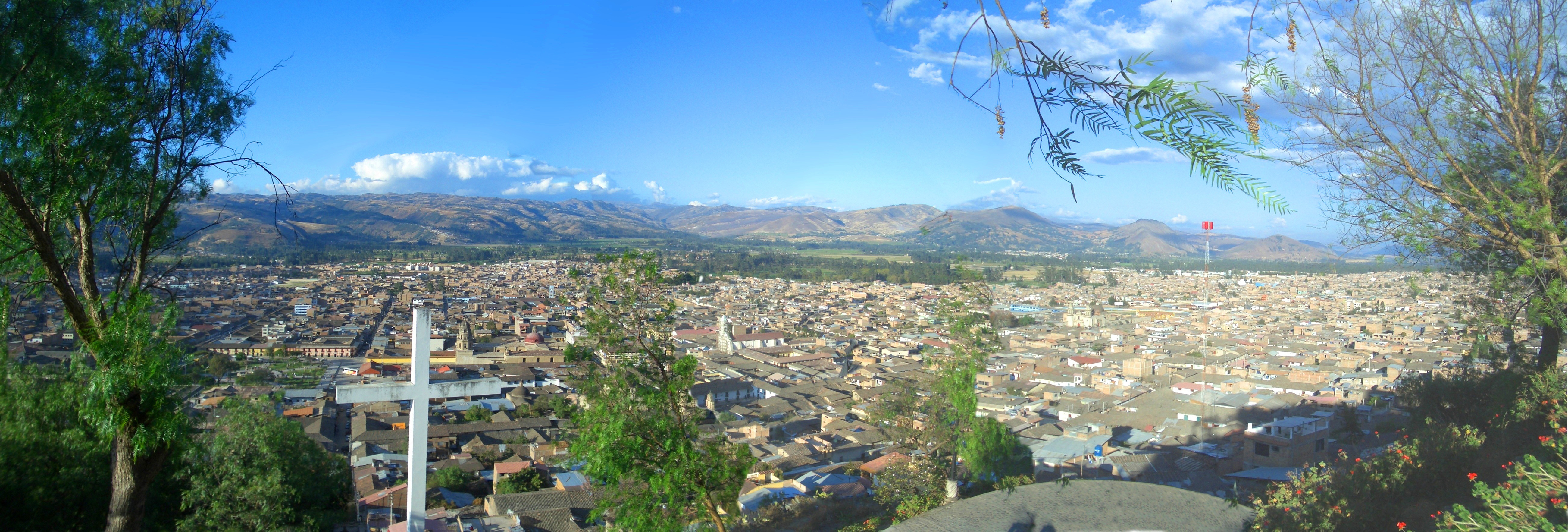
Uitzicht over Cajamarca (Noord-Peru).

- Los Baños del Inca